# オラパ (ボツワナ)
オラパ（Orapa）は、ボツワナ中央に位置する都市。デブスワナ社が所有し、「ボツワナ・ダイヤモンドの首都」と形容される同国最大のダイヤモンド鉱山であるオラパ鉱山がある。人口9,531人（2011年国勢調査）で、労働者として移民も受け入れている。中央（セントラル）地区に属しているが、独自の評議会（Council）を持った独立都市とする場合がある（同国の産業都市はこのパターンが多い）。しかし、ボツワナ政府のホームページには記載されていないことから実態はないと思われる。
オラパは鉱山のために建設された都市であり、またダイヤモンド産業はボツワナの一大産業であることから、盗掘などの防犯上の理由から町全体がフェンスに囲まれている。またオラパは所有者であるデブスワナ（または設立者のデビアスとボツワナ政府）からの許可が無いと基本的に町に入ることができない。無許可で侵入した場合、犯罪となる上に不法入国者と認定されることもある。
このように厳戒態勢が敷かれている小さな鉱山町ではあるが、100床の病院、従業員の子供たちが通う準備学級や4つの小学校（うち1つは英語を教えている）、レストラン、スポーツクラブ、発電所と設備は充実しており、また近くには同社が所有するオラパ空港とオラパ自然動物保護公園（Orapa Game Park）がある。